# Vlag van Wons

Vlag van Wons

De vlag van Wons is de dorpsvlag van het Nederlandse dorp Wons, in de Friese gemeente Súdwest-Fryslân. Deze vlag is ontworpen door Klaes Sierksma. De vlag werd in 1955 aangenomen en in 1969 geregistreerd.
Bij gemeenteraadsbesluit van 19 april 1955 zijn een vlag vastgesteld voor de 27 dorpen van de vroegere gemeente Wonseradeel. Deze vlag is ontworpen door Klaes Sierksma.

## Ontwerp
De vlag bestaat uit vier diagonale banen in het groen en wit rechtsgeschuind. Aan de mastzijde toont een blauwe verticale baan met daarin een wit blokje.

## Verklaring
De kleuren groen en wit zijn afgeleid van het dorpswapen. Wit verwijst naar het hert dat op het dorpswapen staat afgebeeld. Groen staat als kleur voor de weilanden rondom het dorp. De mastzijde toont de vlag van Wonseradeel, de gemeente waar Wons eerder tot behoorde.

## Zie ook

Wapen van Wons